# Нарссарссуак

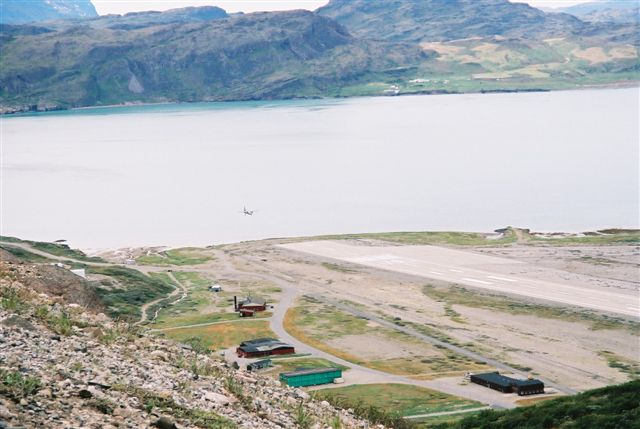
Вид на аеропорт Нарссарссуак і фйорд з Сигнальної гори. Можна бачити літак, що заходить на посадку

Нарссарссуа́к (гренл. Narsarsuaq, в перекладі «велика полонина») — маленьке поселення на півдні Гренландії. Населення, що становить близько 160 осіб, займається обслуговуванням аеропорту і готелю при ньому. В околиці живе ще кількасот осіб, які зайняті в основному вівчарством та рибальством. До найближчих довколишніх поселень — Нарсак і Какорток (Юліанехоб) — через повний брак автомобільних доріг можна дістатися лише морем чи гелікоптером. Край гренландського льодовика знаходиться звідси за 9 км, до нього можна дістатися пішки за 4–5 годин.

## Американська авіабаза
У липні 1941 року Сполучені Штати почали тут будівництво авіабази Bluie West One. Під час Другої Світової війни тисячі військових літаків робили тут проміжну посадку на шляху з американських авіазаводів до європейського театру воєнних дій. В 1943 році на базі почав працювати військовий госпіталь на 250 ліжко-місць. Після закінчення війни авіабаза продовжувала розвиватись, але з появою літаків-заправників та розбудовою значно більшої авіабази в Туле на північному сході Гренландії в проміжних посадках у Bluie West One відпала потреба. В 1951 році авіабаза перейшла під сумісне управління Данії і США, а в 1958 році закрита. Вона була знову відкрита данським урядом як цивільний аеропорт в 1959 році після того, як на південь від мису Фарвель (південна кінцівка Гренландії) через брак даних льодової розвідки потонуло судно Hans Hertoft з усім екіпажем.
Зараз аеропорт обслуговує рейси з Ісландії та Данії, а також внутрішні рейси авіакомпанії Air Greenland, виконуючи роль міжнародного аеропорту і перевалочної бази для регіону південної Гренландії. Аеропорт має одну посадкову смугу довжиною 1830 м і шириною 45 м.

## Туризм
Останнім часом в Нарссассуаку розвивається туризм. Туристів приваблює до цього краю арктична дика природа, льодовики, а також музей-пам’ятка вікінгської доби на місці колишньої резиденції Еріка Рудого Браттаглід, де відбудована копія першої християнської церкви на Американському континенті. Браттаглід знаходився за 5 км від Нарссарссуака, на місці сучасного крихітного поселення Кассіарсук.

## Цікаві дрібниці
Існує легенда про те, що в госпіталі на авіабазі Bluie West One до кінця 1950-х років утримувалися важко поранені ветерани Корейської війни, родичів яких було повідомлено, що вони загинули. Вперше ця легенда з’явилася в путівнику в 1990 році і з того часу набула поширення завдяки п’єсі 1994 року данського драматурга Свена Хольма, книгам Джона Грізмера «Гренландію ніхто не збагне» ("No One Thinks of Greenland", 2001) і Лоренса Мілмана «Останній притулок» ("The Last Places"), а також фільму «Хлопець Ікс» ("Guy X", 2005), де Джейсон Бріггз грає роль невдахи-солдата, якого призначили служити на Гаваї, але замість цього привезли на «таємну арктичну базу» в Гренландії.